# Мајк Шишефски
Мајкл Вилијам „Мајк“ Шишефски (енгл. Michael William Mike Krzyzewski; IPA:; 13. фебруар 1947, Чикаго (САД)) амерички је кошаркашки тренер и бивши кошаркаш пољског порекла. Од 1980. главни је тренер кошаркашког тима Универзитета Дјук, наследивши на том месту Била Фостера. Са екипом Дјука освојио је пет титула у НЦАА, а 12 пута се пласирао у фајнал фор. Био је и селектор кошаркашког тима САД са којим је освојио две златне олимпијске медаље (2008. и 2012) и златну медаљу на Светском првенству 2010. Са 903 победе са тимом Дјука, постао је тренер са највише победа у 1. дивизији шампионата НЦАА, оборивши рекорд Боба Најта. Уочи сезоне 2001. примљен је у Кошаркашку кућу славних, а у Кућу славних колеџ кошарке примљен је 2006. године.